# 仮面の真実
『仮面の真実』（かめんのしんじつ、The Reckoning）は、中世ヨーロッパを舞台にした2003年のイギリス/スペイン合作のミステリ映画。 Barry Unsworthの1995年発表の小説、Morality Playを元にしている。 

## キャスト
- ポール・ベタニー ：ニコラス
- ウィレム・デフォー ：マーティン
- ヴァンサン・カッセル：ギース公爵
- サイモン・マクバーニー：スティーブン
- トム・ハーディ：ストロウ
- ブライアン・コックス：トビアス
- ジーナ・マッキー：サラ
- スチュアート・ウェルズ：スプリンガー
- ユエン・ブレムナー：サイモン・デミアン神父
- マシュー・マクファディン：王の使い
- エルビラ・ミンゲス（英語版）：マーサ
- マリアン・アギレラ：ニコラスの恋人
- トレヴァー・スティードマン：ニコラスの恋人の夫

## エピソード
スペインのアンダルシア、イングランドのエセックス、ウェールズなどで撮影が行われた。